# نظام إدارة المستودعات
في علوم السوقيات نظام إدارة المستودعات (بالإنجليزية: Warehousing Management System)‏ هو برنامج يمكن من إدارة علميات مستودعات التخزين وبالخصوص التتنبئُ بالخطط الأسبوعية بالاعتماد على الإحصائيات والمؤشرات وعوامل أخرى. وهو يختلف عن نظام التحكم المستودعاتي Warehousing Control System WCS.

## الهوامش والمصادر
1. ↑  "معلومات عن نظام ادارة المستودعات على موقع id.ndl.go.jp". id.ndl.go.jp. مؤرشف من الأصل في 2020-05-11.